# Annerose Schmidt
Annerose Schmidt (* 5. Oktober 1936 in Lutherstadt Wittenberg; † 10. März 2022) war eine deutsche Pianistin und Hochschullehrerin.

## Leben

### Beruflicher Werdegang
Annerose Schmidt war neun Jahre alt, als sie am 2. Dezember 1945 in ihrer Heimatstadt Wittenberg ihr erstes Klavierkonzert gab. Sie spielte Stücke von Frédéric Chopin, Johann Sebastian Bach und Franz Liszt. 1948 erwarb sie ihr Konzertdiplom. Nach dem Abitur in Wittenberg nahm Annerose Schmidt ein Studium an der Musikhochschule Leipzig bei Hugo Steurer auf.
1955 erhielt sie eine Auszeichnung beim Chopin-Wettbewerb in Warschau. 1956 gewann sie den gesamtdeutschen Klavierwettbewerb und den Internationalen Robert-Schumann-Wettbewerb in Berlin. Damit begann ihre internationale Karriere. Sie unternahm Konzertreisen nach Polen, Rumänien, Ungarn, Bulgarien und in die Sowjetunion.
Ab 1958 folgten Konzerttourneen durch Westeuropa mit bedeutenden Dirigenten und namhaften Orchestern in Finnland, Dänemark, Schweden, Großbritannien, Niederlande, Belgien, Luxemburg und Österreich. Sie gastierte auch in Übersee in den USA, in Kanada und Japan sowie im Libanon. Die Standardwerke der Klavierliteratur von Mozart und Schumann spielte sie bei Eurodisc, Columbia, Eterna und anderen Plattenfirmen ein, so beispielsweise alle Mozart-Klavierkonzerte mit der Dresdner Philharmonie unter der Leitung von Kurt Masur. Annerose Schmidt ist eine der wenigen deutschen Künstler aus dem Klassik-Genre, von denen es eine Quadro-LP in echter Quadrophonie (CD-4) gibt.
1987 wurde Annerose Schmidt Professorin und Leiterin einer Meisterklasse für Klavier an der Hochschule für Musik „Hanns Eisler“ in Berlin. Im März 1990 wurde sie Rektorin der Musikhochschule und übte das Amt bis 1995 aus. Ihre musikalische Kompetenz war in Gremien wie der Akademie der Künste Berlin gefragt, so als Jurymitglied des Chopin-Jubiläums-Wettbewerbs 2000.

### Persönliches
Annerose Schmidt wurde als Tochter des Direktors der Wittenberger Musikschule geboren. Ihr Vater bildete sie ab dem fünften Lebensjahr im Klavierspiel aus. Sie war mit dem Rundfunkjournalisten Dieter Boeck (1934–2010) verheiratet und war Mutter von vier Kindern.
Aus gesundheitlichen Gründen stellte Annerose Schmidt im Sommer 2006 ihre Konzerttätigkeit ein. Sie lebte seit 1968 in Bad Saarow.

## Ehrungen
- 1955: Internationaler Chopin-Wettbewerb, Warschau (Auszeichnung)
- 1956: 1. Preis Pianistin – Internationaler Robert-Schumann-Wettbewerb für Klavier und Gesang
- 1961: Kunstpreis der DDR
- 1964: Robert-Schumann-Preis
- 1965: Nationalpreis der DDR
- 1966: Kunstpreis der Stadt Leipzig
- 1971: Vaterländischer Verdienstorden in Bronze
- 1984: Nationalpreis der DDR
- 1985: Béla-Bartók-Preis der ungarischen Regierung
- 1986: Akademie der Künste der DDR bis 1990 Mitglied
- 2003: Bundesverdienstkreuz am Bande[5]